# Eugène Prévost
Lucien Eugène Prévost (29 de junio de 1863, Champdôtre - 26 de noviembre de 1961, Savigny-lès-Beaune) fue un ciclista de ruta francés, ganador de la primera edición de la clásica París-Tours.

## Palmarés
1894
- Lyon-Dyon-Lyon

1896
- París-Tours

## Resultados en las grandes vueltas
| Carrera         | 1903 | 1904 |
| Tour de Francia | -    | Ab.  |

-: no participa 

Ab.: abandono